# Alchemilla sect. Geraniifoliae
Alchemilla sect. Geraniifoliae ist eine in Afrika heimische Sektion aus der Gattung Frauenmantel (Alchemilla).

## Merkmale
Es sind Zwergsträucher mit kurzen, gleichmäßigen Internodien. Die Blätter sind klein, mit kurzem Stiel und grünen, gezähnten Nebenblättern. In der Knospe ist das Blattprimordium von der Scheide des nächstälteren Blattes umgeben, die Blattspreite ist jedoch immer außerhalb seiner eigenen Blattscheide.
Die Blütenstände sind klein. Der Außenkelch ist fast gleich groß wie die Kelchblätter. Der Kelchbecher ist behaart und oben leicht eingeschnürt. Es gibt ein bis zwei, selten bis vier Fruchtblätter, die eine kopfige Narbe tragen.

## Vorkommen
Die Sektion ist auf die ostafrikanischen Gebirge in Äquatornähe beschränkt.

## Belege
- Alexander A. Notov, Tatyana V. Kusnetzova: Architectural units, axiality and their taxonomic implications in Alchemillinae. Wulfenia 11, 2004, S. 85–130. ISSN 1561-882X
- Sigurd Fröhner: Alchemilla. In: Hans. J. Conert u. a. (Hrsg.): Gustav Hegi. Illustrierte Flora von Mitteleuropa. Band 4 Teil 2B: Spermatophyta: Angiospermae: Dicotyledones 2 (3). Rosaceae 2. Blackwell 1995, S. 16. ISBN 3-8263-2533-8